# Psychilis domingensis
Psychilis domingensis là một loài thực vật có hoa trong họ Lan. Loài này được (Cogn.) Sauleda miêu tả khoa học đầu tiên năm 1988.